# Tina Paulino
Argentina “Tina” da Glória Paulino (* 7. Juli 1973 in Inhambane, Portugiesisch-Ostafrika) ist eine ehemalige mosambikanische Leichtathletin, die im Sprint und im Mittelstreckenlauf an den Start ging. Ihre spezialisierte Distanz waren die 800 Meter und zählte zu den weltweit besten Läuferinnen der 90er Jahre. Dennoch konnte sie kaum internationale Erfolge feiern und blieb stets im Schatten von ihrer Cousine Maria de Lurdes Mutola, die zu den erfolgreichsten Leichtathletinnen im Mittelstreckenlauf zählt.

## Sportliche Laufbahn
Erste internationale Erfahrungen sammelte Tina Paulino vermutlich im Jahr 1992, als sie bei den Olympischen Sommerspielen in Barcelona mit 52,34 s im Viertelfinale im 400-Meter-Lauf ausschied. Anschließend trat sie bei den Juniorenweltmeisterschaften in Seoul kurzfristig nicht an und wurde dann beim IAAF World Cup in Havanna mit der afrikanischen Auswahlstaffel über 4-mal 400 Meter in 3:31,90 min Dritte hinter dem gesamtamerikanischen Team und der Sowjetunion. Im Jahr darauf siegte sie bei den Afrikameisterschaften in Durban in 51,82 s über 400 Meter und anschließend erreichte sie bei den Weltmeisterschaften in Stuttgart das Finale im 800-Meter-Lauf und klassierte sich dort nach einem Sturz nach 3:19,89 min auf dem siebten Platz. 1995 ging sie bei den Hallenweltmeisterschaften in Barcelona im Semifinale über 800 Meter nicht mehr an den Start und im August schied sie bei den Freiluft-Weltmeisterschaften in Göteborg mit 2:04,51 min ebenfalls im Halbfinale aus. Daraufhin gewann sie bei den Afrikaspielen in Harare in 2:01,07 min die Silbermedaille hinter ihrer Landsfrau Maria de Lurdes Mutola. Im Jahr darauf qualifizierte sie sich über 800 Meter für die Olympischen Sommerspiele in Atlanta, ging dort aber kurzfristig nicht an den Start. 1997 kam sie bei den Hallenweltmeisterschaften in Paris mit 2:08,03 min nicht über den Vorlauf hinaus und im Sommer belegte sie bei der Sommer-Universiade in Catania in 2:03,22 min den siebten Platz. Im Jahr darauf gewann sie bei den Commonwealth Games in Kuala Lumpur in 1:58,39 min die Silbermedaille hinter ihrer Landsfrau Mutola und verzichtete auf einen Start über 400 Meter. 1999 schied sie bei den Hallenweltmeisterschaften in Maebashi mit 2:05,66 min in der ersten Runde aus und im Jahr darauf verzichtete sie erneut auf einen Start bei den Olympischen Spielen in Sydney. 2001 schied sie bei den Weltmeisterschaften im kanadischen Edmonton mit 2:06,36 min in der Vorrunde aus und 2003 schied sie bei den Weltmeisterschaften nahe Paris mit 2:01,85 min im Semifinale aus. Anschließend belegte sie bei den Afrikaspielen in Abuja in 2:04,27 min den fünften Platz. Im Jahr darauf kam sie bei den Ibero-Amerikanischen Meisterschaften in Huelva mit 2:05,69 min nicht über den Vorlauf hinaus und beendete dann 2009 ihre aktive sportliche Karriere im Alter von 36 Jahren.

## Persönliche Bestleistungen
- 400 Meter: 52,34 s, 2. August 1992 in Barcelona (U20-Landesrekord)
- 800 Meter: 1:56,62 min, 22. Mai 1993 in New York City
  - 800 Meter (Halle): 2:03,77 min, 19. Februar 1999 in Fairfax
- 1500 Meter: 4:21,41 min, 5. Mai 2002 in Belém